# 西片倉
西片倉（にしかたくら）は、東京都八王子市の地名。現行行政地名は西片倉一丁目から西片倉三丁目。住居表示実施済み区域。郵便番号は192-0917。

## 地理
東日本旅客鉄道横浜線の八王子みなみ野駅と片倉駅間の西側に沿う所に位置する。東・西・北は片倉町、南はみなみ野、兵衛と接している。

## 歴史

### 沿革
- 1997年（平成9年）2月 - 開発に伴い片倉町から独立し、成立[5]。

## 世帯数と人口
2017年（平成29年）12月31日現在の世帯数と人口は以下の通りである。
| 丁目         | 世帯数    | 人口    |
| ------------ | --------- | ------- |
| 西片倉一丁目 | 321世帯   | 601人   |
| 西片倉二丁目 | 488世帯   | 1,099人 |
| 西片倉三丁目 | 419世帯   | 987人   |
| 計           | 1,228世帯 | 2,687人 |

## 小・中学校の学区
市立小・中学校に通う場合、学区は以下の通りとなる。
| 丁目         | 番地 | 小学校                   | 中学校                   | 通学許可校                                                                      |
| ------------ | ---- | ------------------------ | ------------------------ | ------------------------------------------------------------------------------- |
| 西片倉一丁目 | 全域 | 八王子市立みなみ野小学校 | 八王子市立みなみ野中学校 | 八王子市立由井第二小学校 八王子市立由井中学校（由井第二小卒業の場合は入学可能） |
| 西片倉二丁目 | 全域 | 八王子市立みなみ野小学校 | 八王子市立みなみ野中学校 |                                                                                 |
| 西片倉三丁目 | 全域 | 八王子市立みなみ野小学校 | 八王子市立みなみ野中学校 |                                                                                 |

## 交通
東日本旅客鉄道 横浜線 - 最寄り駅として、両側の八王子みなみ野駅や片倉駅が利用できる。

## 施設

### 教育
- 八王子みなみ野雲母保育園

### 医療
- みなみ野クリニックセンター
- 第二みなみ野クリニックセンター

### 商業
- バーミヤン八王子みなみ野店
- 西松屋八王子みなみ野店
- デニーズ八王子みなみ野店